# Goniophysetis
Goniophysetis är ett släkte av fjärilar. Goniophysetis ingår i familjen Crambidae.
Kladogram enligt Catalogue of Life:
| Goniophysetis | \| \| Goniophysetis actalellus \| \| \| \| \| \| Goniophysetis lactealis \| \| \| \| \| \| Goniophysetis malgassellus \| \| \| \| |
|               | \| \| Goniophysetis actalellus \| \| \| \| \| \| Goniophysetis lactealis \| \| \| \| \| \| Goniophysetis malgassellus \| \| \| \| |
|               | Goniophysetis actalellus |
|               | |
|               | Goniophysetis lactealis |
|               | |
|               | Goniophysetis malgassellus |
|               | |